# Фин (једрење)
Класа фин је олимпијска дисциплина у једрењу. Осмислио ју је шведски дизајнер кануа, Рикард Сарби, 1949. за Олимпијске игре 1952. у Хелсинкију. Од ових игара, класа фин је била на програму свих олимпијада до сада. 
Облик и димензије саме једрилице нису мењане од њене првобитне верзије, али се од касних 60-их за израду јарбола користи алуминијум уместо дрвета. У најновије време, за јарболе се употребљавају карбонска влакна, а за једра се користи кевлар. 